# Mato sem Cachorro
Mato sem Cachorro é um filme de comédia brasileiro de 2013, dirigido por Pedro Amorim baseado em um roteiro original de André Pereira, com colaboração de Pedro Amorim, Malu Miranda e Danilo Gentili. A ideia original da trama é de André Pereira e Vitor Leite. Foi lançado em 4 de outubro de 2013.

## Sinopse
Deco (Bruno Gagliasso) é um homem solteiro com trinta anos de idade, Zoé (Leandra Leal) com vinte e oito trabalha em uma rádio. Na rua, Déco quase atropela um filhote de cachorro, daí o casal se conhece formando uma família.

## Elenco
- Bruno Gagliasso como Deco[5]
- Leandra Leal como Zoé[6]
- Gabriela Duarte como Mariana
- Danilo Gentili como Leléo
- Leticia Isnard como Ananda
- Enrique Díaz como Fernando
- Felipe Rocha como Sidney
- Simone Mazzer como Rita
- Ângela Leal como Vera
- Paulinho Serra como Maicon
- Priscila Assum como Suzi
- Elke Maravilha como Noara[7]

## Recepção
Bruno Porciúncula, escrevendo sua crítica de cinema para o jornal A Tarde, disse que o filme tem "uma sucessão de piadas, a grande parte sem graça, tenta fazer o espectador rir em intermináveis 122 minutos de projeção.(...) Um filme que tenta ser engraçado, sério e até musical, mas se sai mal em todos os gêneros."
Do CineClick, Cristina Tavelin disse que Mato sem Cachorro "abusa dos estereótipos um tanto preconceituosos diversas vezes; lembra quase um palco de standup. Nessa indecisão de estilo, torna-se impróprio a todos - principalmente aos que ainda acreditam no cinema como arte."
Do Cinepop, Pablo Bazarello foi mais elogioso em seu comentário: "Mato Sem Cachorro não é um desastre de trem completo. Obviamente sua proposta é jogar no seguro e atingir o maior número de pessoas possíveis. Danilo Gentili tem carisma o suficiente para roubar a maioria de suas cenas, talvez só precisasse de um material melhor e mais afiado."